# Pseudotypocerus inflaticollis
Pseudotypocerus inflaticollis là một loài bọ cánh cứng trong họ Cerambycidae.